# Anthony Crosland

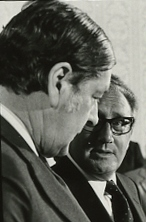
Anthony Crosland, 1976

Charles Anthony Raven Crosland (* 29. August 1918 in St Leonards-on-sea, Sussex; † 19. Februar 1977 in Oxford) war ein britischer Politiker und für Labour Mitglied des Parlaments. Daneben war er auch ein sozialistischer Theoretiker.

## Leben
Crosland war das zweite von drei Kindern des Staatssekretärs im Kriegsministerium Joseph Beardsell Crosland (1874–1935) und seiner Frau Jessie geb. Raven, Lektorin für Altfranzösisch am Westfield College (University of London). Die Familie gehörte der Brüderbewegung an; Croslands Großvater mütterlicherseits war der Prediger Frederick Edward Raven.
Crosland besuchte die Highgate School und das Trinity College in Oxford. 1940–45 nahm er als Fallschirmjäger am Zweiten Weltkrieg teil, wofür er mit einer Ehrenmedaille ausgezeichnet wurde. Nach dem Krieg setzte er sein Studium am Trinity College fort und wurde 1947 dort Dozent für Wirtschaftswissenschaft. 
Von 1950 bis 1955 war Crosland Abgeordneter im Unterhaus für den Wahlkreis South Gloucestershire, von 1959 bis zu seinem Tod vertrat er den Wahlkreis Grimsby. Unter Premierminister Harold Wilson bekleidete er 1965–67 das Amt des Bildungsministers, 1969–70 das des Ministers für lokale Selbstverwaltung und Regionalplanung und 1974–76 das des Umweltministers. Nach Wilsons Rücktritt 1976 bewarb er sich um die Position des Labour-Vorsitzenden, belegte dort aber den letzten Platz. Da er jedoch im Anschluss den Sieger James Callaghan unterstützte, wurde er zum Außenminister ernannt. Sein früher Tod setzte dieser Tätigkeit bereits nach zehn Monaten ein Ende.
Crosland war Mitglied und zeitweise (1961–62) Vorsitzender der Fabian Society. In seinem Buch The Future of Socialism (1956) trat er für eine Anpassung des traditionellen Sozialismus an die Moderne ein.
Crosland war zweimal verheiratet: 1952–57 mit Hilary Anne Sarson aus Newbury, ab 1964 mit der amerikanischen Autorin Susan Barnes Catling (1927–2011), die zwei Töchter mit in die Ehe brachte.

## Veröffentlichungen (Auswahl)
- Britain’s Economic Problem (1953)
- The Future of Socialism (1956)
- The Conservative Enemy (1962)
- Socialism Now (1974)